# Antal
Az Antal latin eredetű férfinév. A név a római Antonius nemzetségnévből származik, amelynek eredeti jelentése ismeretlen. Női párja az Antónia.

## Képzett nevek
- Anton:[1] német, svéd, dán, orosz változat[2]
- Antos:[1] régi magyar becenévből önállósult[2]
- Antonió:[1]

## Gyakorisága
Népszerűsége a 20. században egyre csökkent, az 1990-es években már ritkán fordult elő, a 2000-es években a 83-100. helyen szerepelt, 2007 óta nincs a 100 leggyakoribb férfinév között.
Az Anton és Antos az 1990-es években szórványosan fordult elő, az Antonió nem volt anyakönyvezhető, a 2000-es években egyik sem szerepel a 100 leggyakoribb férfinév között.

## Névnapok
- Antal, Anton, Antos:  január 17.,[2] június 13.,[2] július 5.[2]
- Antonió:

## Más nyelvű megfelelői
- albán, lengyel: Antoni
- angol: Anthony, Toni, Tony
- bolgár, ukrán: Antonyij (Антоний, Антоній)
- cseh: Antonín
- dán, svéd: Anton, Antonius
- finn, német: Anton, Antonius, Toni
- francia: Antoine
- holland: Anton, Antonius, Toon
- horvát: Antun, Ante
- latin: Antonius
- lengyel: Antoni
- lett: Antons
- litván: Antanas
- norvég: Anton, Antonius, Tonik
- olasz, spanyol: Antonio
- orosz: Anton, Antonyij (Антон, Антоний)
- portugál: Antão, António
- román, szlovák, szlovén: Anton
- szerb: Antonije

## Híres Antalok, Antonok, Antosok, Antoniók

### Magyarok

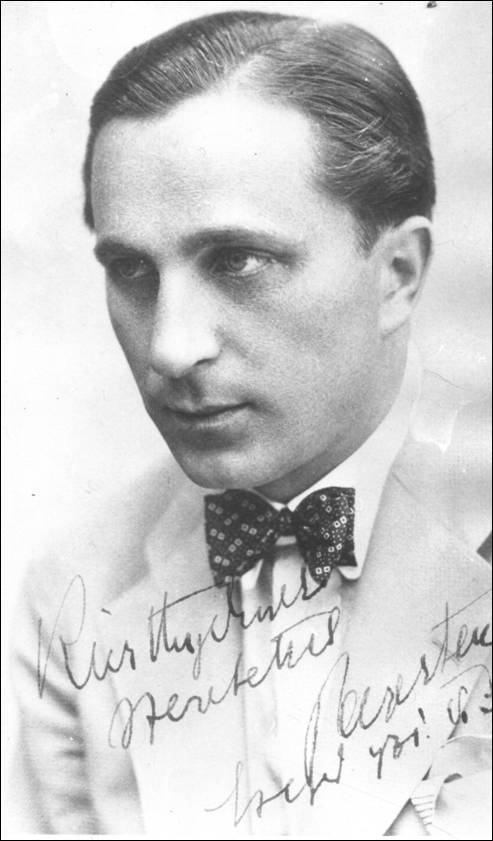
Páger Antal

- Balla Antal mérnök, táblabíró, földmérő és vízépítő mérnök
- Bolvári Antal olimpiai bajnok vízilabdázó
- Budai Nagy Antal, az 1437-i erdélyi parasztfelkelés egyik vezére
- Esterházy Antal kuruc tábornagy
- Friss Antal gordonkaművész
- Grassalkovich Antal, gróf, királyi személynök, kamaraelnök, Mária Terézia bizalmasa
- Grassalkovich Antal, birodalmi herceg, főispán
- Grassalkovich Antal, birodalmi herceg, királyi kamarás, aranygyapjas vitéz, főispán
- Kagerbauer Antal építész
- Kocsis Antal olimpiai bajnok ökölvívó
- Lakatos Antal (Tony Lakatos) dzsessz-szaxofonos
- Ligeti Antal festőművész
- Majnek Antal Munkácsi Római Katolikus Egyházmegye megyéspüspöke
- Melis Antal evezős (olimpiai ezüstérmes 1968-ban Mexikóban)
- Páger Antal, színész
- Puchner Antal Szaniszló császári és királyi lovassági tábornok
- Reményi Antal szabadságharcos honvédszázados, ügyvéd, író, utazó az egyik Reményi Antal, a másik Reményi Antal pulai polgármester, igazgató-tanító, kántortanító, néprajzi-helytörténeti kutató

- Rogán Antal, politikus
- Róka Antal atléta, távgyalogló
- Schneider Antal orvos, honvéd ezredes
- Szerb Antal író, irodalomtörténész
- Tápai Antal szobrászművész

### Külföldiek
- Páduai Szent Antal
- Remete Szent Antal
- Antal portugál király

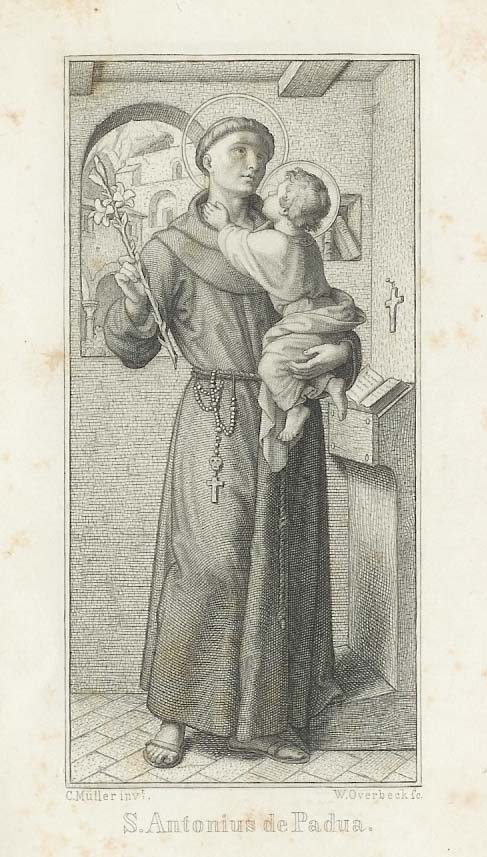
Páduai Szent Antal

- Antonio Banderas spanyol filmszínész
- Tony Blair brit politikus
- Toni Braxton, amerikai énekes
- Anthony Hopkins brit színész
- Anton Bruckner zeneszerző
- Antonio Canova, olasz szobrász
- Antonio Caraffa olasz származású császári hadvezér
- Tony Curtis amerikai színész
- Anton Pavlovics Csehov író
- Anton Csorich császári és királyi altábornagy, osztrák hadügyminiszter
- Anthony Delon francia színész
- Antonín Dvořák cseh zeneszerző
- Tony Kakko finn énekes
- Anton Szandor LaVey, amerikai író
- Antoine Lavoisier, francia kémikus
- Antonio Puerta, Spanyol labdarúgó
- Anthony Quinn filmszínész
- Antoine de Saint-Exupéry francia író, pilóta, A kis herceg szerzője
- Tony Sirico amerikai színész
- Tony Stewart amerikai autóversenyző
- Antonio Stradivari, olasz hangszerkészítő
- Antonio Vivaldi zeneszerző
- Antony Daniel Costa brit énekes

### Fiktív személyek
- Tony Soprano a Maffiózók című tv-sorozatban
- Anti bácsi a L’art pour l’art Társulat A Besenyő család élete című sorozatában